# Лештарка
Лештарка (Tetrastes bonasia) је птица која настањује планине у средогорју Европе и Азије, а код нас се налази у југозападној и јужној Србији.

## Животни простор
Мешовите лишћарске и четинарске шуме са подрастом дрвећа и жбуња.

## Морфолошке одлике
Лештарка је наша најмања шумска кока. Боја перја у мужјаку је сивосмеђа, испрскана на појединим перима рђастоцрвеним и белим попречним пегама. На глави има покретну ћубицу, коју накосреши када је узбуђен. Подвратак је црн и бело оивичен, а изнад очију има, као и тетрeбови, голу црвену кожу. Женке су нешто мање од мужјака, а перје им је уједначене рђасте боје са светлим пегама.

## Исхрана
Храни се биљном и анималном храном (лисни и цветни пупољци, ресе јове и леске, семење, плодови, инсекти и њихове ларве и друго.)

## Напомена
Лештарка је наша трајно заштићена врста. Сличне лештарке су снежнице, северне и алпске, чије перје је преко зиме бело. Распострањене су на северу Европе и у алпском подручију, а код нас их нема.